# Barbut carapelat calb
El barbut carapelat calb (Gymnobucco calvus) és una espècie d'ocell de la família dels líbids (Lybiidae) que habita els boscos de Guinea, Sierra Leone, Libèria, Costa d'Ivori, Ghana, Togo, Nigèria, sud de Camerun, el Gabon, República del Congo, oest de la República Democràtica del Congo i oest d'Angola.
Ha estat considerat coespecífic del barbut carapelat de Vernay.